# Reforma systemu oświaty z 1999 roku
Reforma systemu oświaty w 1999 roku – reforma struktury szkolnictwa realizowana w Polsce od 1 września 1999, która doprowadziła po trzech latach do przekształcenia obowiązującego od 1968 r. dwustopniowego systemu szkolnictwa w strukturę trzystopniową. Reforma była wprowadzana w ramach programu czterech reform opracowanego i wdrażanego przez rząd Jerzego Buzka. Autorem reformy był ówczesny minister edukacji narodowej Mirosław Handke. Od jego nazwiska reforma w mediach jest czasami nazywana reformą Handkego.

## Przygotowania do reformy
O potrzebie reformy oświaty mówiono od czasu zmian ustrojowych w Polsce przełomu lat. 80. i 90. XX wieku. 7 września 1991 roku Sejm X kadencji uchwalił ustawę o systemie oświaty, która zastąpiła przepisy regulujące system oświaty uchwalone w czasach PRL-u. W kolejnych latach przygotowano założenia reformy, zakładano m.in.:
- wprowadzenie tzw. podstawy programowej i pewną dowolność opartych na niej programów nauczania,
- zmiany w trybie przeprowadzania egzaminów po VIII klasie z „selekcyjnego” na „prognostyczny”,
- zmiany w trybie przeprowadzania egzaminów maturalnych, które miały zastąpić egzaminy wstępne na studia, być porównywalne w całym kraju i oceniane przez wyspecjalizowanych egzaminatorów,
- zmianę struktury oświaty na:
  - 6-letnią szkołę podstawową,
  - 3-letnie gimnazjum,
  - 3-letnie liceum.

## Założenia reformy
W wyniku reformy okres nauki w szkole podstawowej został skrócony z 8 do 6 lat. Następnym etapem edukacji stały się obowiązkowe 3-letnie gimnazja. Po jego ukończeniu uczniowie mogli kontynuować naukę w:
- 3-letnich liceach ogólnokształcących (LO),
- 3-letnich liceach profilowanych (LP) (funkcjonowały w latach 2002–2014),
- 4-letnich technikach zawodowych (TZ),
- 2-3-letnich zasadniczych szkołach zawodowych (ZSZ).

Absolwenci liceów i techników mogli przystępować do matury bezpośrednio po ukończeniu szkoły, natomiast absolwenci ZSZ mogli przystąpić do matury pod warunkiem ukończenia dwuletniego uzupełniającego liceum ogólnokształcącego lub trzyletniego technikum uzupełniającego (obecnie liceum ogólnokształcącego dla dorosłych).

## Historia reformy

### Kolejne zmiany w systemie oświaty
1 września 2012 roku weszła w życie ustawa z dnia 19 sierpnia 2011 roku o zmianie ustawy o systemie oświaty oraz niektórych innych ustaw, która zlikwidowała do 1 września 2014 roku 3-letnie licea profilowane oraz dwuletnie uzupełniające licea ogólnokształcące i trzyletnie technika uzupełniające. 1 września 2017 roku weszły w życie ustawy z dnia 14 grudnia 2016 roku: Prawo oświatowe i Przepisy wprowadzające ustawę – Prawo oświatowe, które wprowadzają nową reformę systemu oświaty polegającą na stopniowej likwidacji wprowadzonych w 1999 roku gimnazjów, przywróceniu 8-letnich szkół podstawowych, 4-letnich liceów ogólnokształcących i 5-letnich techników oraz przekształceniu zasadniczych szkół zawodowych (ZSZ) w szkoły branżowe I i II stopnia. 1 września 2019 roku gimnazja powstałe w wyniku reformy systemu oświaty w 1999 roku po 20 latach funkcjonowania zostały zlikwidowane. 31 sierpnia 2019 roku był ostatnim dniem ich funkcjonowania w ustroju szkolnym. Ostatnie roczniki klas w latach 2017–2019 były nazywane „oddziałami gimnazjalnymi”.

## Akty prawne wprowadzające reformę
- Ustawa z dnia 25 lipca 1998 r. o zmianie ustawy o systemie oświaty (Dz.U. z 1998 r. nr 117, poz. 759)[12]
- Ustawa z dnia 8 stycznia 1999 r. – Przepisy wprowadzające reformę ustroju szkolnego (Dz.U. z 1999 r. nr 12, poz. 96, z późn. zm.)
- Rozporządzenie Ministra Edukacji Narodowej z dnia 15 lutego 1999 r. w sprawie sposobu i terminów dostosowania działalności dotychczasowych szkół podstawowych do wymogów nowego systemu szkolnego oraz tworzenia gimnazjów (Dz.U. z 1999 r. nr 14, poz. 124)

## Krytyka reformy
Krytycy reformy edukacji z 1999 roku zarzucali i zarzucają:
- wzrost agresji wśród uczniów i pojawienie się najbardziej agresywnych zachowań wśród młodzieży w wyniku powstania gimnazjów[1],
- zapominanie materiału przez uczniów, którego nauczyli się w szkole i problem z nauką nowego[1],
- marginalizację szkolnictwa zawodowego[1].

W momencie wprowadzania reformy w 1999 roku jednym z jej ówczesnych krytyków był pełniący już wtedy funkcję prezesa Związku Nauczycielstwa Polskiego Sławomir Broniarz. Zorganizował on wtedy okupację budynku Ministerstwa Edukacji Narodowej, strajki pracowników oświaty w 1999 roku i zebranie 230 tys. podpisów przeciwników reformy oraz zarzucał na łamach „Gazety Stołecznej”, że przyniesie ona wyłącznie chaos. 25 lipca 1998 roku przeciwko ustawie wprowadzającej reformę głosowali wtedy w Sejmie wszyscy ówcześni posłowie Polskiego Stronnictwa Ludowego, 35 posłów SLD, 6 posłów AWS-u, 1 poseł Unii Wolności i 1 poseł niezrzeszony.
Likwidację gimnazjów postulowała w swoim programie istniejąca w latach 2010–2013 partia polityczna Polska Jest Najważniejsza i powstała na jej bazie Polska Razem Jarosława Gowina, a w 2013 roku postulat ten sformułowała partia polityczna Sojusz Lewicy Demokratycznej oraz popierała koalicja wyborcza Zjednoczona Lewica. Partia polityczna Prawo i Sprawiedliwość postulowała w swoim programie z 2014 roku wycofanie skutków reformy edukacji z 1999 roku i powrót 8-letniej szkoły podstawowej, 4-letniego liceum, 5-letniego technikum i likwidację gimnazjów. Według sondażu Instytut Badań Rynkowych i Społecznych IBRiS z 2015 roku 70% Polaków chciało likwidacji gimnazjów i powrotu do 8-letniej szkoły podstawowej.